# Emilio Renzi
Emilio Renzi, noto anche con i nomi d'arte di Aldo Visconti e di  Marcello Ferrero (Faenza, 2 novembre 1908 – Torino, 3 ottobre 1990), è stato un tenore italiano.

## Biografia
Nato in una famiglia contadina, dovette abbandonare la scuola all'età di 8 anni, durante la prima guerra mondiale. Da sempre appassionato di canto, intraprese gli studi musicali a 18 anni su consiglio della proprietaria dei terreni dove la sua famiglia lavorava,  e grazie a una colletta dei suoi compaesani.  A Bologna e a Milano però non trovò maestri validi e solo più tardi, su consiglio del tenore faentino Antonio Melandri cominciò ad affinare le sue qualità vocali con il maestro di Melandri stesso, Andrea Toscani, e con Emilio Piccoli. La sua voce era quella di un tenore lirico leggero, non grande ma ben emessa e di notevole musicalità. 
Debuttò a 24 anni il 28 dicembre 1932 in un piccolo teatro di provincia, il Teatro Martinetti di Garlasco, come protagonista in Faust di Gounod, sotto la direzione del maestro Ghiglia. La sua tecnica migliorò notevolmente dopo che prese ulteriori lezioni di canto dal famoso tenore Alessandro Bonci e già nel 1937 esordì al Teatro Carignano di Torino (dove si teneva la stagione del Regio, da poco distrutto da un incendio): fu il contino del Fiore in Crispino e la comare con Afro Poli, il duca di Mantova in Rigoletto con Mercedes Capsir e Carlo Galeffi, Zorzeto ne Il campiello con Magda Olivero, Ramiro ne La Cenerentola con la Capsir, Ernesto Badini ed Italo Tajo.
Cantò poi al Teatro Carlo Felice di Genova, al Teatro Verdi di Trieste (oratorio Le stagioni di Haydn) , al Teatro alla Scala di Milano (L'oca del Cairo di Mozart nel 1940, Falstaff di Verdi, nel ruolo di Fenton, nel 1943) e fece numerose tournée all'estero. 
Grazie alla sua voce particolarmente fonogenica, fu interprete di numerose esecuzioni operistiche e operettistiche presso l'EIAR (attuale Rai).
Negli anni trenta e quaranta, Renzi conobbe una grande popolarità nel campo della musica leggera dove, con lo pseudonimo Aldo Visconti, divenne famoso incidendo centinaia di canzoni sentimentali, ed anche una ricca serie di canzoni di propaganda bellica fascista. 
Nel 1939 sposò la giovane soprano Marcella Ferrero, con la quale due anni prima aveva interpretato Il barbiere di Siviglia a Fiume. .
Si disse che al termine della seconda guerra mondiale il tenore faentino fu penalizzato per una presunta adesione al regime fascista: a smentire questa diceria sta la sua partecipazione al Requiem di Verdi al Teatro Lirico con i complessi della Scala (inagibile in seguito al bombardamento del 1943). La storica serata ebbe luogo il 15 giugno 1945 in commemorazione del presidente americano F.D. Roosevelt e di tutti i "caduti per la libertà": sotto la direzione di Tullio Serafin, cantarono, con Renzi, il soprano Margherita Grandi, il mezzosoprano Ebe Stignani e il basso Tancredi Pasero.
Nel dopoguerra si dedicò con successo anche al repertorio novecentesco. Alla Scala interpretò L'amore delle tre melarance di Prokof'ev (1947, prima rappresentazione italiana) e Mavra di Stravinskij (già da lui eseguita nel 1939 alla Fenice di Venezia in forma di concerto per la prima volta in Italia); all'Opera di Roma Le preziose ridicole di Felice Lattuada; alla RAI di Torino Oedipus rex di Stravinskij, Il prigioniero e Volo di notte di Luigi Dallapiccola; a Siena Angélique di Jacques Ibert; al Comunale di Firenze Salade di Darius Milhaud.
Negli anni cinquanta ottenne un ruolo di corista alla Rai di Torino, dove lavorò per sedici anni. Ancora a settant'anni era in grado di esibirsi in concerto.
Morì a Torino nella tarda notte del 3 ottobre 1990 per un attacco cardiaco.

## Repertorio

### Opera
- Giovanni Paisiello
  - Nina, o sia La pazza per amore (Lindoro)
- Domenico Cimarosa
  - Il matrimonio segreto (Paolino)
- Luigi e Federico Ricci
  - Crispino e la comare (Contino del Fiore)
- Wolfgang Amadeus Mozart
  - L'oca del Cairo (Biondello)
  - Così fan tutte (Ferrando)
  - Il ratto dal serraglio (Belmonte)
  - Don Giovanni (Don Ottavio)
- Gaetano Donizetti
  - L'elisir d'amore (Nemorino)
  - Don Pasquale (Ernesto)
- Gioachino Rossini
  - La Cenerentola (Ramiro)
  - Il barbiere di Siviglia (Almaviva)
- Vincenzo Bellini
  - Norma (Flavio)
- Charles Gounod
  - Faust (Faust)
- Giuseppe Verdi
  - Rigoletto (Il duca di Mantova)
  - Falstaff (Fenton)
  - Un ballo in maschera (Un giudice)
  - Requiem
- Carl Maria Von Weber
  - Oberon (Oberon)
- Ermanno Wolf-Ferrari
  - Il campiello (Zorzeto)
- Giacomo Puccini
  - La bohème (Rodolfo)
  - La rondine (Prunier)
- Jacopo Napoli
  - Un curioso accidente (Mr. De la Coteire), opera in prima assoluta mondiale, Bergamo, Teatro Donizetti, 19 settembre 1950
- Sergej Prokof'ev
  - L'amore delle tre melarance (Il principe Tartaglia)
- Richard Strauss
  - Il cavaliere della rosa (il cantante italiano)
- Igor' Fëdorovič Stravinskij
  - Mavra (Mavra)
- Felice Lattuada
  - Le preziose ridicole (Mascarille)
- Adriano Lualdi
  - La grançeola (Marchetto)

### Operetta
- Ruggero Leoncavallo
  - La reginetta delle rose (Max)

### Leggera
- Ciao! Ciao! Bel soldatin!
- Adesso viene il bello